# San Antonio de los Franco
San Antonio de los Franco är en ort i Mexiko.   Den ligger i kommunen Tepatitlán de Morelos och delstaten Jalisco, i den centrala delen av landet, 400 km väster om huvudstaden Mexico City. San Antonio de los Franco ligger 2 076 meter över havet och antalet invånare är 128.
Terrängen runt San Antonio de los Franco är platt åt nordost, men åt sydväst är den kuperad. Runt San Antonio de los Franco är det ganska tätbefolkat, med 75 invånare per kvadratkilometer. Närmaste större samhälle är Tepatitlán de Morelos, 18,5 km väster om San Antonio de los Franco. I omgivningarna runt San Antonio de los Franco växer huvudsakligen savannskog.